# Opsiphanes decentius
Opsiphanes decentius är en fjärilsart som beskrevs av Hans Fruhstorfer 1907. Opsiphanes decentius ingår i släktet Opsiphanes och familjen praktfjärilar. Inga underarter finns listade i Catalogue of Life.